# Prestol
Prestol je uradni sedež, na katerem sedi monarh ob ceremonijah ali državniških dogodkih. Pogosto je postavljen na dvignjenem mestu v prostoru da ponazarja vladarjev vzvišeni položaj.
V prenesenem pomenu je prestol tudi simbol same monarhije, iz česar izvirajo izreki, kot je »vreči koga s prestola« (mu odvzeti oblast).